# My Dear
My Dear è l'album di debutto del gruppo musicale statunitense New Years Day, pubblicato nel 2007 dalla TVT Records.

## Tracce
1. I Was Right
2. Brilliant
3. Ready Aim Misfire
4. Part Time Lover
5. Frequently Baby
6. My Dear
7. Razor
8. My Sweet Unvalentine
9. Saying Goodbye
10. Temecula Sunrise
11. Ready Aim Misfire
12. So Long
13. Sunrise Sunset
14. You'll Only Make It Worse